# Hydropsyche fenestra
Hydropsyche fenestra là một loài Trichoptera trong họ Hydropsychidae. Chúng phân bố ở miền Tân bắc.